# Sierra Calderona
La Sierra Calderona ou Serra Calderona en valencien est le dernier contrefort des monts ibériques en bordure de la Méditerranée, dans le prolongement de la Sierra de Javalambre et jouxtant au nord la Sierra de la Bellida et au sud la Sierra de Andilla. S’étendant sur une longueur de 49 km, sa superficie est de 450 km2. Elle est située entre les provinces de Valence et de Castellón. Ses sommets les plus élevés sont El Gorgo (907 m), Pico del Aguila (878 m), Rebalsadores (802 m), Oronet (742 m), El Garbi (600 m) et El Puntal de l'Abella (635 m).

## Dénomination
Cette chaîne était jadis connue sous le nom de Monts de Porta Coeli, en raison de la présence de la chartreuse de Porta Coeli. Le nom de Calderona s’est répandu au XVIIe siècle lorsque María Calderón, une maîtresse de Philippe IV connue sous le nom de La Calderona  se réfugia dans ces montagnes au milieu d’une troupe de brigands dont elle prit le commandement. Le relief accidenté et les nombreuses grottes permettaient à des bandes de hors-la-loi de rançonner impunément les voyageurs.

## Géologie et bassin hydrographique
La Sierra Calderona s’est formée il y a 250 millions d’années, entre le Trias moyen et le Jurassique. Les roches prédominantes sont le grès, la dolomie, le calcaire et le gypse. Des carrières ont été exploitées surtout dans la région de Nàquera.
Des gorges profondes traversent la zone. Au plan hydrographique, la Calderona comprend trois bassins : le fleuve Palancia au nord, le fleuve Turia au sud et le lit desséché du Carraixet au centre.

## Parc naturel
Le 15 janvier 2002, une zone de 177 km2 a été déclarée parc naturel par le gouvernement valencien. Ce parc touche aux municipalités suivantes :  Albalat dels Tarongers, Alcublas, Algimia de Alfara, Estivella, Gátova, Gilet, Liria, Marines, Náquera, Olocau, Puig, Puzol, Sagunto, Serra, Torres-Torres, Segart, la Villa de Altura y Segorbe. La création du parc a pour objectif de gérer les ressources naturelles de la Sierra Calderona dans le cadre d'une stratégie de développement durable.
Le parc comporte des micro-réserves de flore, notamment à Serra, Albalat dels Tarongers et Altura. Les espèces les plus communes sont le pin blanc, le chêne-liège, les buissons de romarin, le cytise épineux, le chêne des garrigues, la salsepareille et le palmier nain.
Il y a des zones humides protégées dans la région de Segorbe.
Nombreux sentiers pour randonnées à pied ou en vélo de montagne.

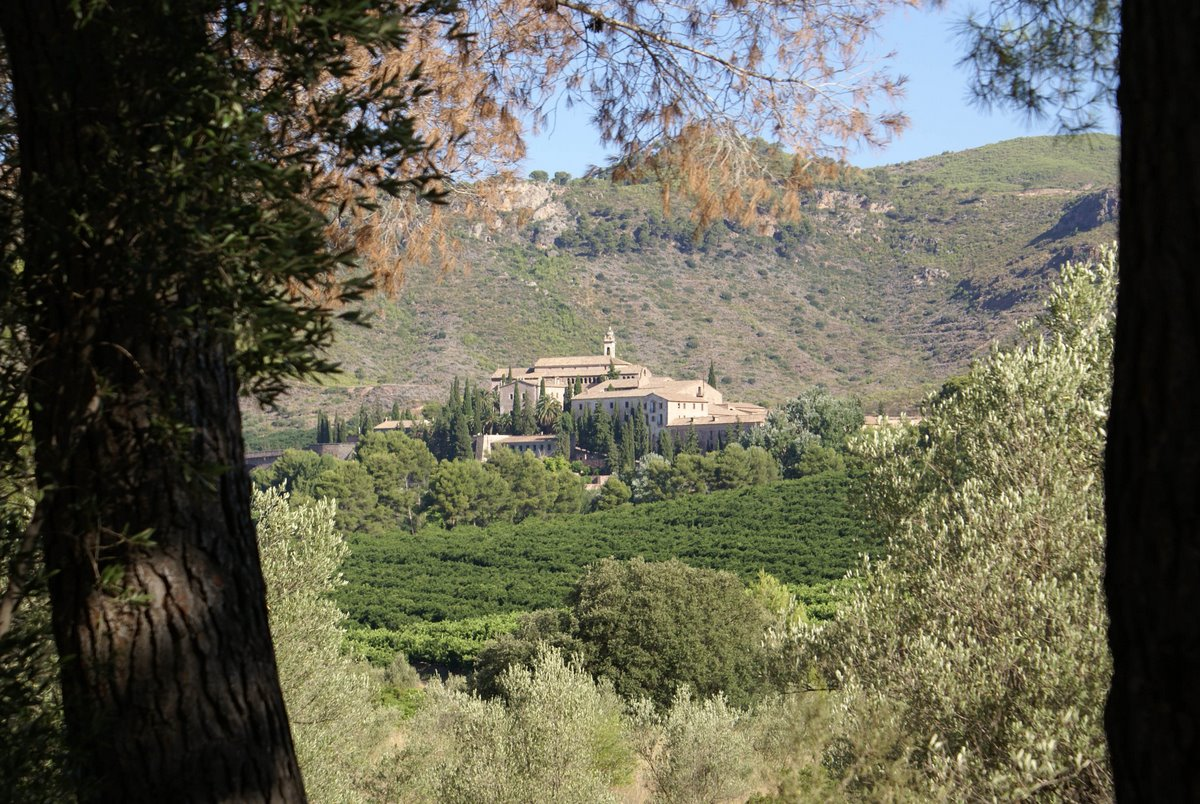
Chartreuse de Porta Coeli. Serra.
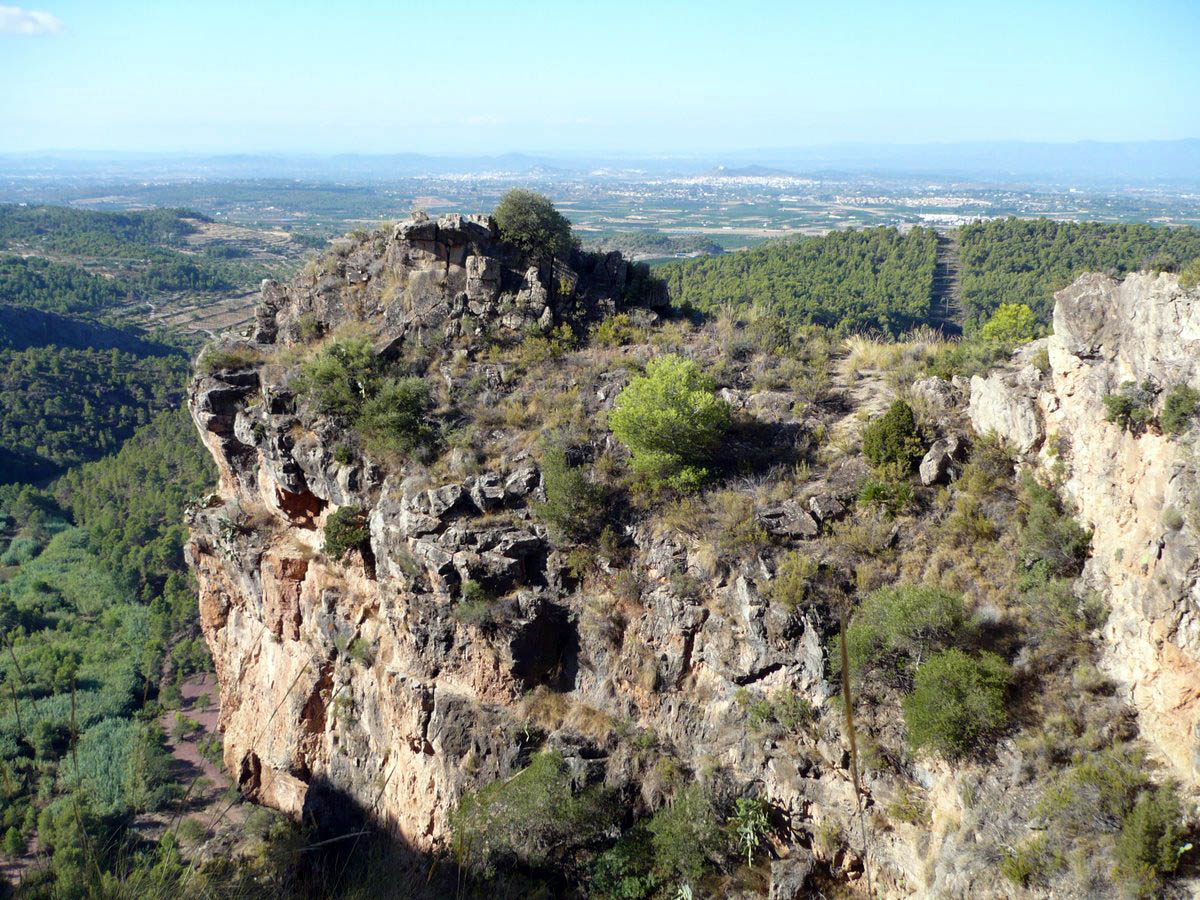
Sierra Calderona. Olocau.
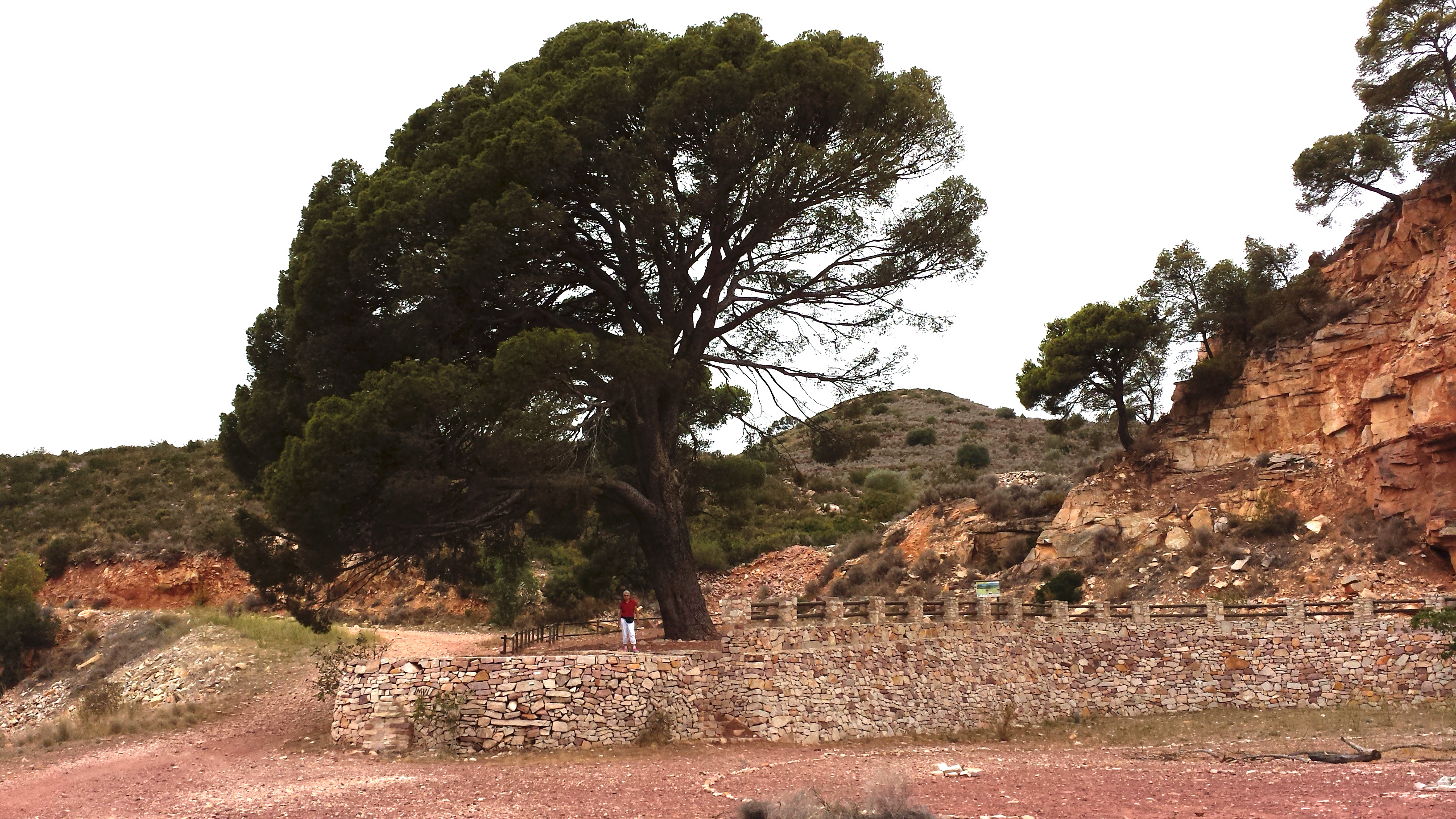
Pin blanc monumental. Lieu dit «Pi del Salt». Naquera
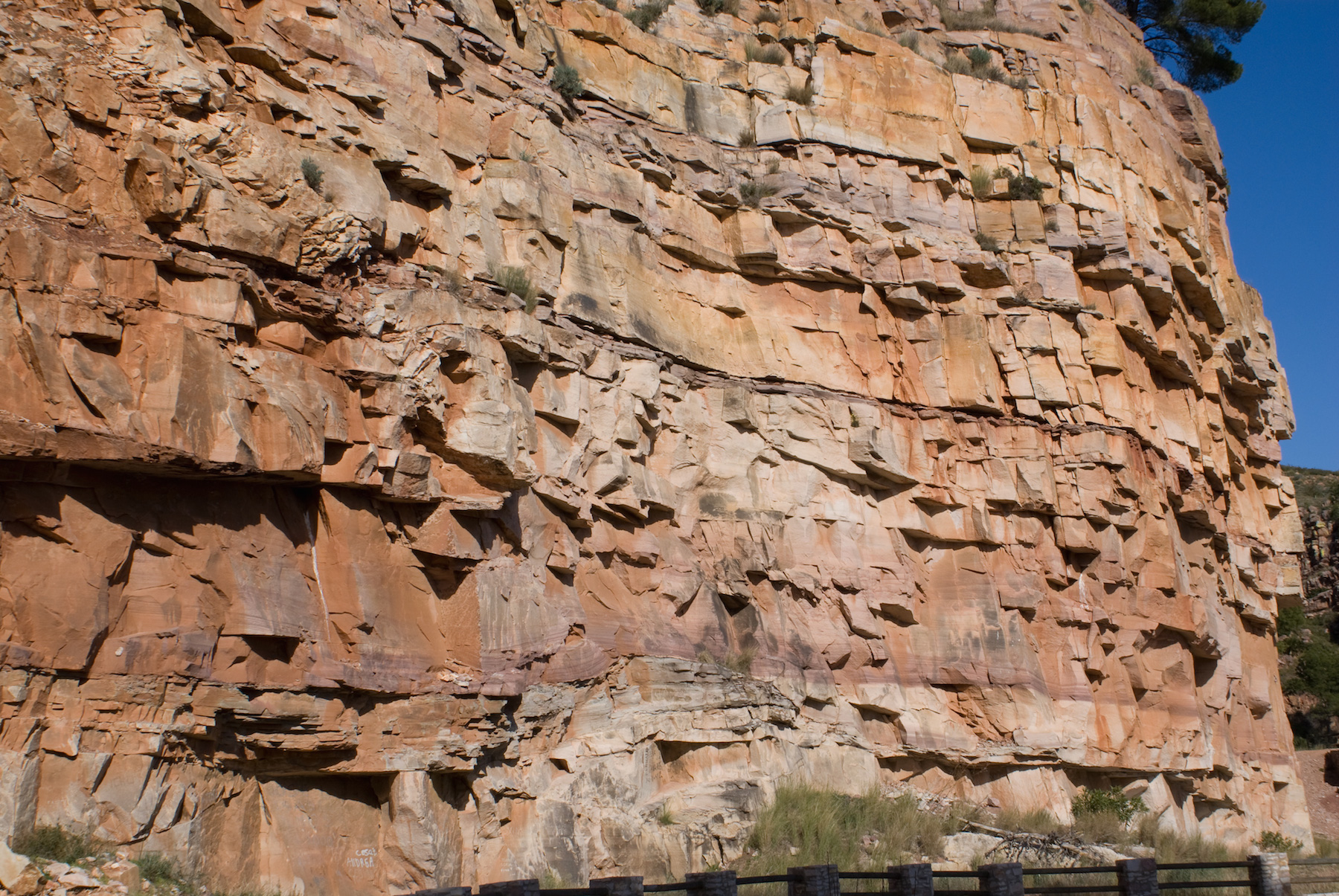
Ancienne carrière de dolomie. Pi del Salt. Naquera.
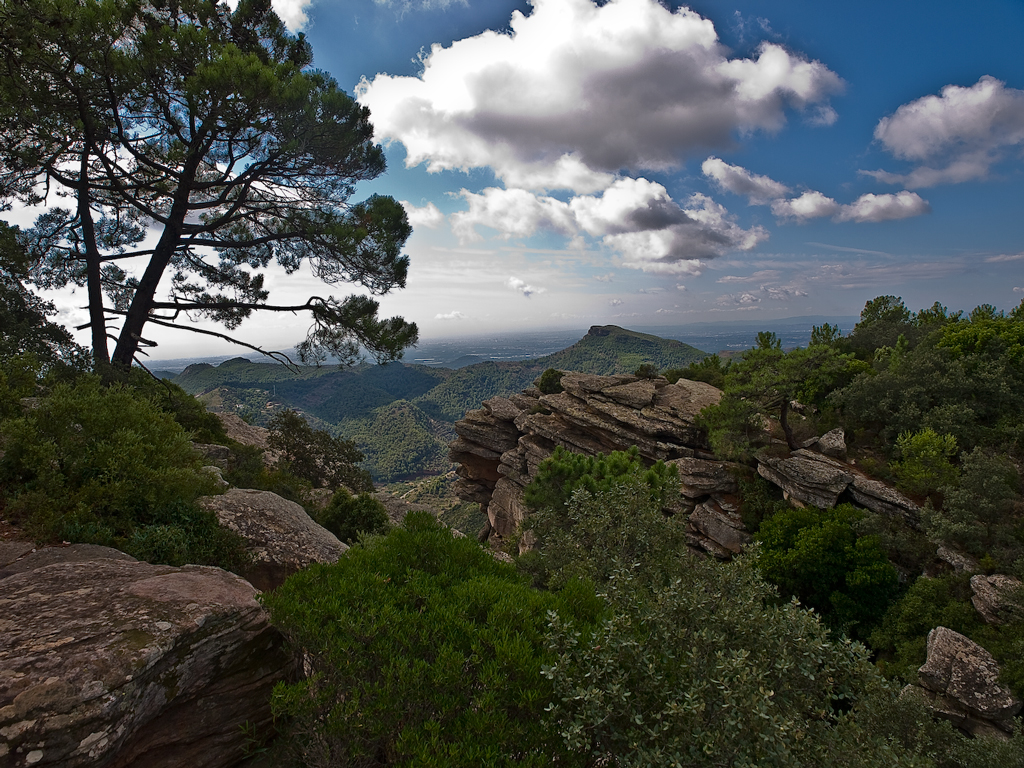
El Garbí
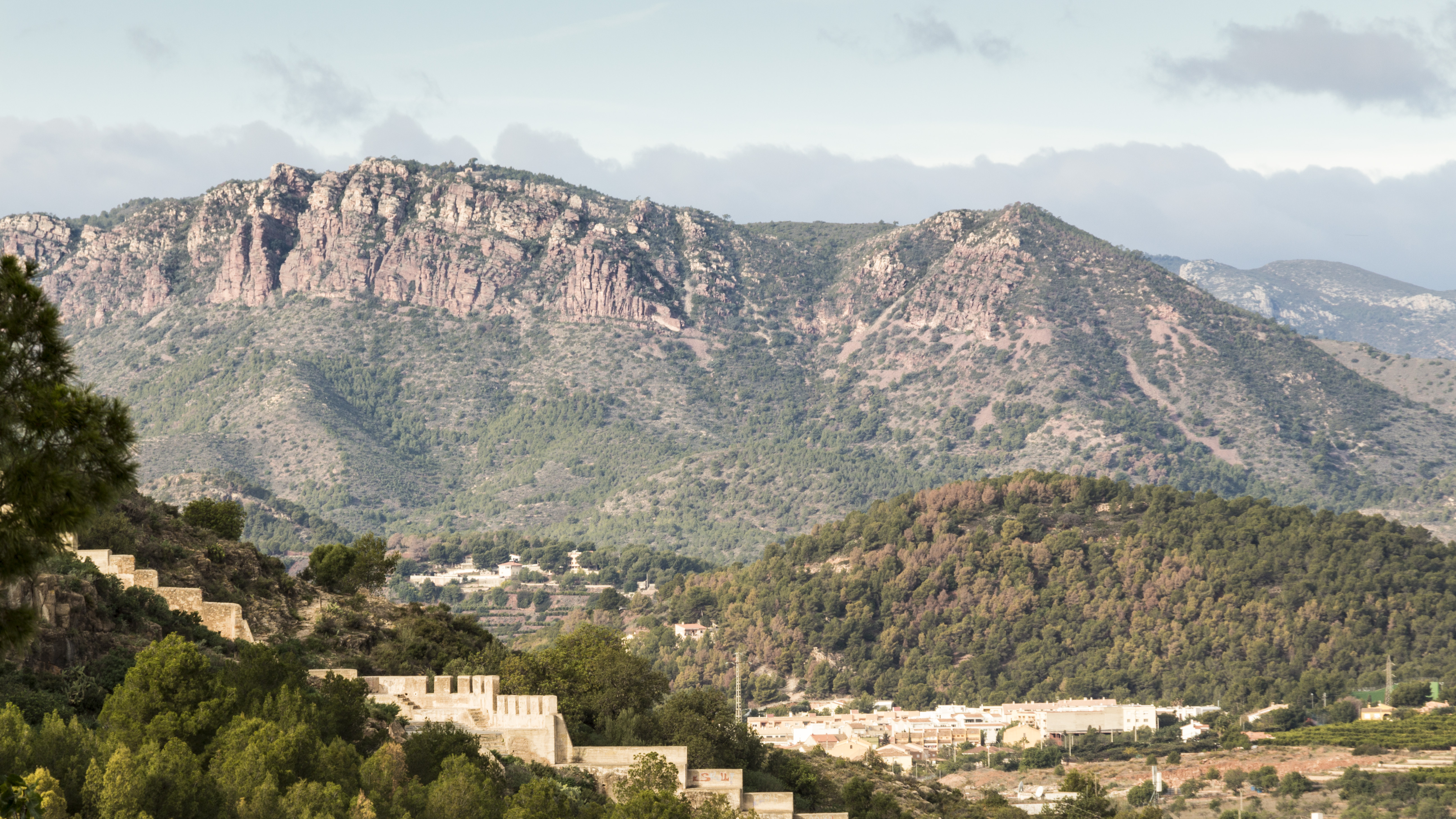
Sierra Calderona (Sagunto)
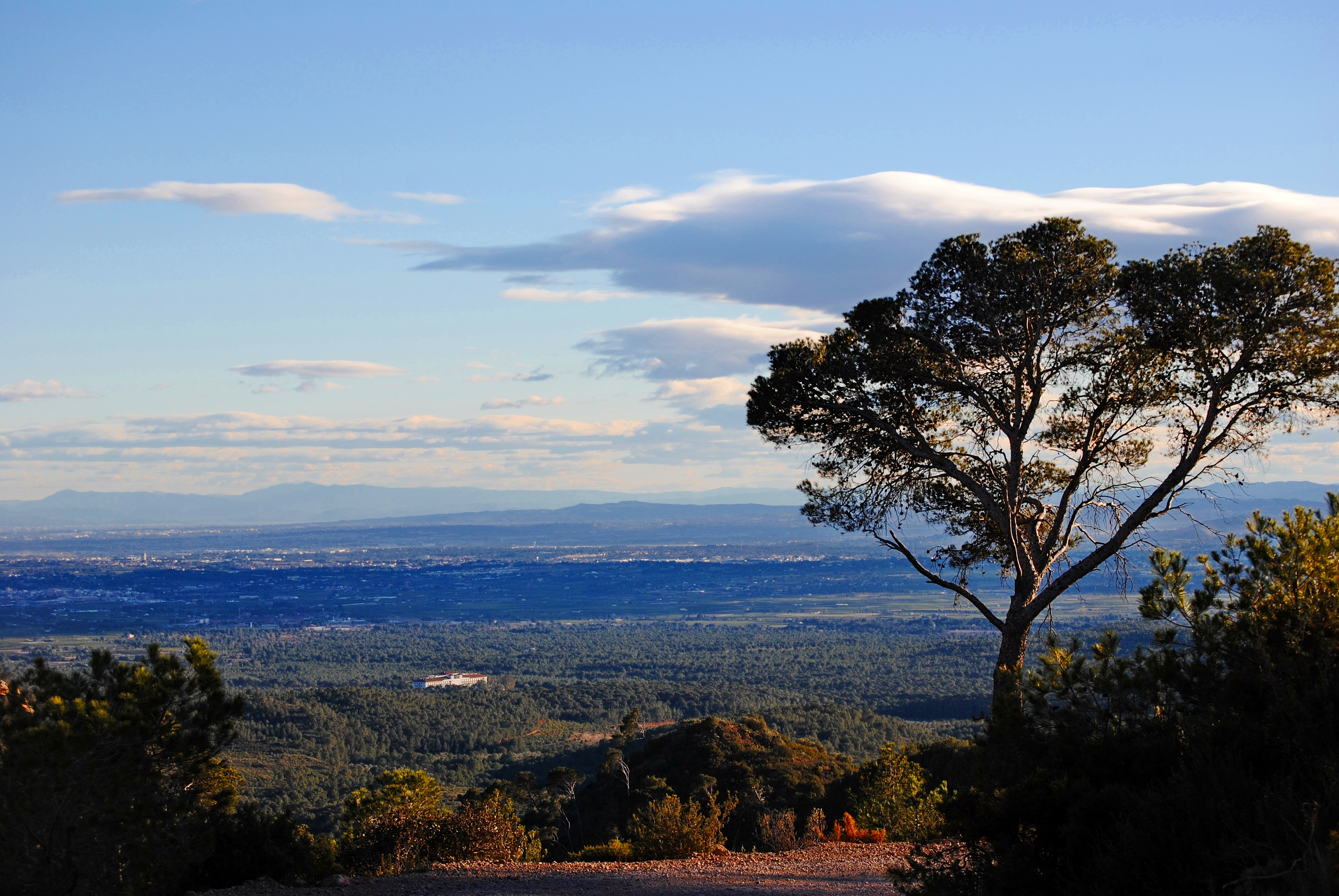
Sierra Calderona